# إف إي إل إف
إف إي إل إف (بالإنجليزية: FALF)‏، برنامج مشغل صوتي لواجهة كي دي إي (متاح أيضا لواجهة جنوم ونظام التشغيل ويندوز). كُتب بلغة السي بلس بلس وتتضمن شفرته المصدرية أكثر من 10000 سطر. مرخص تحت رخصة جنو العمومية.